# Єпіфаново (Нижньогородська область)
Єпіфаново (рос. Епифаново) — село в Вачському районі Нижньогородської області Російської Федерації.
Населення становить 214 осіб. Входить до складу муніципального утворення Арефинська сільрада.

## Історія
Від 2009 року входить до складу муніципального утворення Арефинська сільрада.

## Населення
| 1999 | 2002 | 2010 |
| ---- | ---- | ---- |
| 257  | ↘234 | ↘214 |